# وشم آند
وشم آند (نام علمی: Nothoprocta pentlandii) نام یک گونه از زیرخانواده وشم‌های بیابانی است.